# سخت‌تر شدن اوضاع (فیلم ۱۹۷۴)
سخت‌تر شدن اوضاع (انگلیسی: The Turn of the Screw) فیلمی در ژانر ترسناک است.